# Chemilly-sur-Yonne
Chemilly-sur-Yonne is een gemeente in het Franse departement Yonne (regio Bourgogne-Franche-Comté) en telt 809 inwoners (2005). De plaats maakt deel uit van het arrondissement Auxerre.

## Geografie
De oppervlakte van Chemilly-sur-Yonne bedraagt 5,7 km², de bevolkingsdichtheid is 141,9 inwoners per km².
De onderstaande kaart toont de ligging van Chemilly-sur-Yonne met de belangrijkste infrastructuur en aangrenzende gemeenten.

## Demografie
Onderstaande figuur toont het verloop van het inwonertal (bron: INSEE-tellingen).